# Foucault (cratère)
Pour les articles homonymes, voir Foucault.
Foucault est un petit cratère d'impact de la Lune qui se situe sur le bord sud de Mare Frigoris, au sud-est du cratère Harpalus. Il doit son nom à Jean Bernard Léon Foucault, physicien et astronome français, choisi par l'Union astronomique internationale en 1935.